# Seznam armenskih pevcev resne glasbe
Seznam armenskih pevcev resne glasbe.

## A
- Lucine Amara

## B
- Isabel Bayrakdarian
- Ara Berberian
- Cathy Berberian

## D
- Zara Dolukhanova

## G
- Gohar Gasparyan

## M
- Arax Mansuryan

## O
- Shavo Odadjian

## P
- Hasmik Papyan

## S
- Levon Sayan